# Outlandos d'Amour
Outlandos d'Amour je první studiové album britské skupiny The Police. Jeho nahrávání probíhalo od ledna do června 1978 ve studiu Surrey Sound Studio, jehož vlastníkem byl Nigel Gray, který se rovněž staral o zvukovou stránku alba. Album vyšlo v listopadu 1978 u vydavatelství A&M Records.

## Seznam skladeb
| Pořadí         | Název                  | Autor                   | Délka |
| -------------- | ---------------------- | ----------------------- | ----- |
| 1.             | Next to You            | Sting                   | 2:50  |
| 2.             | So Lonely              | Sting                   | 4:49  |
| 3.             | Roxanne                | Sting                   | 3:12  |
| 4.             | Hole in My Life        | Sting                   | 4:52  |
| 5.             | Peanuts                | Sting, Stewart Copeland | 3:58  |
| 6.             | Can't Stand Losing You | Sting                   | 2:58  |
| 7.             | Truth Hits Everybody   | Sting                   | 2:53  |
| 8.             | Born in the 50's       | Sting                   | 3:40  |
| 9.             | Be My Girl - Sally     | Sting, Andy Summers     | 3:22  |
| 10.            | Masoko Tanga           | Sting                   | 5:40  |
| Celková délka: | Celková délka:         | Celková délka:          | 38:14 |

## Obsazení
The Police
- Sting – baskytara, zpěv, doprovodné vokály, harmonika
- Andy Summers – kytara, mluvené slovo, klavír
- Stewart Copeland – bicí, perkuse, doprovodné vokály

Ostatní
- Joe Sinclair - klavír